# 黑尔芬贝格
黑尔芬贝格是奥地利上奥地利州罗尔巴赫县的一个市镇。总面积9.61平方公里，总人口1003人，人口密度104.4人/平方公里（2005年）。